# 七里香皺葉刺節蜱
七里香皺葉刺節蜱（学名：Phyllocoptruta paniculata）为節蜱科皺葉刺節蜱屬下的一个种。